# Allenrolfea
Allenrolfea é um género botânico pertencente à família Amaranthaceae.

## Espécies
- Allenrolfea mexicana
- Allenrolfea occidentalis
- Allenrolfea patagonica
- Allenrolfea vaginata